# 曹開
曹開（1929年—1997年12月6日），臺灣彰化縣員林市人，詩人，在臺灣白色恐怖時期受冤入獄，以數學詩知名。

## 生平

### 求學
1929年，曹開生於台中州員林郡（今彰化縣員林市）的三代同堂家族，為長男，父曹牆，母賴竹美。父母共育二男四女，從事編織竹簍，販賣給大型果菜市場裝水果、蔬菜。1937年，曹開由祖父出面作主允諾，進入員林東山公學校就讀，並於1943年畢業，進入員林公學校高等科。1944年員林公學校未卒業，便考入豐原商業專修學校（今國立豐原高級商業職業學校）。1947年考上台中師範學校的公費生。

### 判刑
1949年，當時就讀台中師範學校美術類組三年級的曹開，喜歡找該校歷史老師李奕定說歷史故事。但李奕定與其他老師成立的「自由主義聯盟」是特務所認為的台灣民主自治同盟外圍組織，李弈定等人遭到逮捕，與他相關、親近的黃榮雄、李獻文、曹乙集、黃伯和、張伍典、陳雲鼎、郭九森等八人也被捕。其中，曹開、李獻文、曹乙集、黃伯和等人都是台中師範學生；黃榮雄雖非台中師範學生，但與曹開相識遂受牽連；張伍典、陳雲鼎、郭九森等三人則非學生。 師生均關在保安司令部，進行長達四個月偵訊，卻無法找出任何具體的叛亂罪證，只好指控「研究關於協助匪軍登陸之五項工作」以便為中共攻台內應作準備等罪名。台灣省保安司令部軍法處作出判決，曹開等六人各處有期徒刑十年。

### 入獄
1950年，年方二十二歲的曹開先監禁於台北監獄，1951年4月轉到火燒島服刑至1959年，與許多醫生、作家、音樂家、教師等關在一起。弟弟在曹開入獄之後才出生，兩人相差了二十四歲。入獄之初，父母也曾經為了援救他，反而被騙了一些錢。 

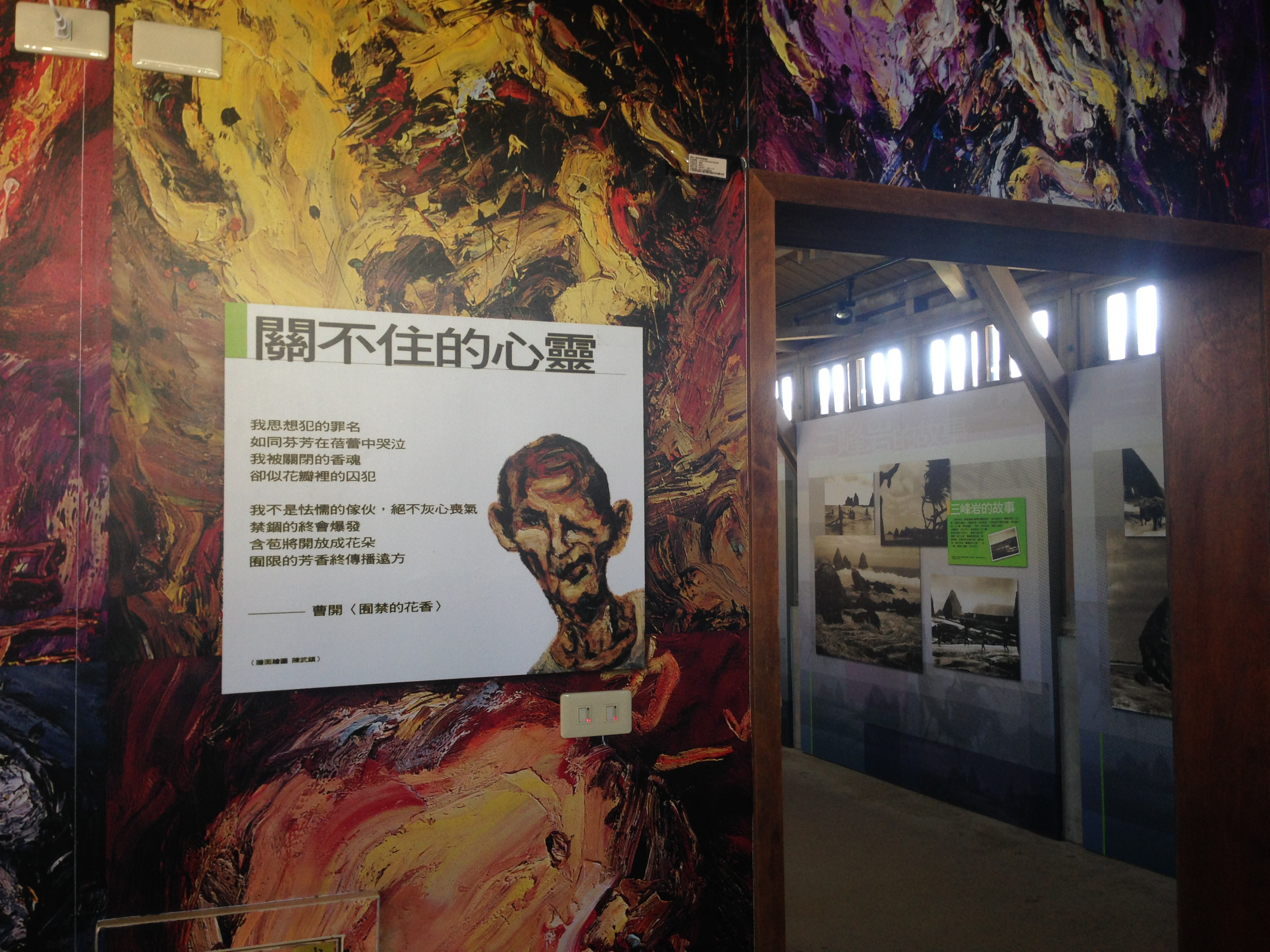
綠島人權文化園區新生訓導處第三大隊展示區有曹開詩作。

服刑初期的曹開曾經嘗試寫古詩，並研讀新詩，而真正開始鑽研並寫作數學詩，也是在火燒島這段期間。他構思、寫好作品之後，會藏在睡覺的草蓆或塌塌米下面，但有部分曾由獄方搜刮、沒收，剩餘的則在出獄前全數銷毀，等到出獄後才又再靠著回憶慢慢謄寫。他在獄中曾經目睹一位喜愛文學，同時新詩創作也頗佳的獄友，因不慎被搜出作品而遭處決。為了預防遭到不定時的搜房檢查，再次被羅織罪名，因此曹開選擇以較深奧難懂，或一般人就不熟悉的的數學語彙入詩，以避殺身之禍。
曹開自號為數學中的「小數點」，在火燒島時寫了〈給小數點台灣〉來詠歎他生長的土地，呼籲這塊土地上所有的人要從艱困中更生，向明認為該詩受到沙拉金尼·奈都的影響至深。
1955年，曹開在獄中被誣告是涉嫌欲搶奪補給船逃亡的人員之一，押回台北保密局查辦，再轉送軍法處審理，當中有人處以極刑，曹開則押至新店軍人監獄繼續監禁，直到1959年刑期屆滿為止。
整項分數的過程中
 
如果把所有的異數 
 
都囚禁在
 
（括弧）的裡面
  
那麼，公理
  
也被隔絕了
  
正如社會上的賢達
 
被關入鐵牢裡

### 出獄
1959年12月30日，已三十一歲的曹開出獄，雖父母都健在，但他始終與家人保持著距離，甚至婚後也只與新婚妻子羅喜在老家僅住一個多月。剛出獄時，情治單位每月兩次的戶口調查讓曹開極度低調且不斷搬遷、換工作。在1961年到1976年間，他住過彰化縣員林鎮、台北市、彰化縣花壇鄉、屏東縣潮州鎮、台南縣新營鎮、台南縣善化鎮、高雄市河北路、高雄市松江路。從事過菜販、五金行、西藥業等。在居住於花壇鄉期間，他利用在獄中向難友學來的醫學，開設起西藥房，生活才漸有起色。此時，曹開在創作上也不鬆懈，憑藉記憶將之前在監獄裡頭所創作之新詩，幾乎完全整理出來，並同時再開始創作新作品。 出獄二十多年來從不發表作品，也不跟其他作家來往。
1987年，妻子羅喜在報紙上讀到鹽分地帶所舉辦的文藝營活動，便鼓勵丈夫參加。儘管該年7月15日，台灣宣布解除戒嚴，但曹開等人依然受到情治人員每個月的查訪，有所顧忌，因此僅口頭允諾。其後，在妻子鼓勵並陪同前往報名之下，他才前往參加營隊，並選了幾篇作品報名「第九屆鹽分地帶文藝營」文學獎，以〈天平〉（後改為〈天平的話〉）跟〈小數點〉獲得新詩創作第一名，該年10月接受笠詩社邀稿，在《笠詩刊》刊登7首新詩作品。 
1988年，曹開自商場退休後，乃萌生移民的念頭，在前往澳洲途中認識了宋田水。後者不斷鼓勵曹開將作品發表，並寫了許多評論與介紹。1991年，曹開因不堪情治人員，離台赴阿根廷，但1993年適應不良又考量到女兒結婚問題，返台住在高雄市旗南路，最後住在高雄市新庄仔路。他出獄後曾向妻子提及，某天在高雄街上遇到火燒島的獄友向他打招呼，而他不但不願搭理，反而還快步離去，因為他知道那人正是獄中的告密者。到後期政治風氣較開放，也就是到高雄好幾年之後，他才敢去聽演講。
1995年，曹開在宋田水的引薦下，認識當時在於國立清華大學任教的呂興昌。當年11月，呂興昌便在淡水學院主辦的「台灣文學研討會」中，發表第一篇研究曹開作品的論文〈填補史詩的隙縫：論曹開五○年代的獄中數學詩〉，引起台灣文壇與學界的注目。1996年，《中國時報》記者張平宜對曹開專訪，其中提到曹開細心地將創作裝訂成冊，以及創作類型有數學詩、科幻數學詩、科幻機器篇、獄中詩等。張平宜也認為曹開的數學詩尤其特別，是台灣詩壇上第一位用數學寫詩的作家。
1997年冬，曹開因高血壓導致腦溢血症，昏迷一週後，於12月6日病逝於高雄醫學院。

## 身後
去世後，呂興昌整理曹開作品的首部詩集《獄中幻思錄：曹開新詩作品集》出版。
2006年10月20日晚，「綠島人權藝術季」在綠島人權文化園區展開。羅喜帶著先生當年在獄中創作的詩集手稿出席，由女兒曹貴李吟詠出這些詩句懷念父親，編著《曹開新詩研究》 （页面存档备份，存于）、《給小數點台灣——曹開數學詩集》 （页面存档备份，存于）、《悲．怨．火燒島——白色恐怖受難者曹開獄中詩集》 （页面存档备份，存于）的詩人、評論家王宗仁也陪同曹開家人一起參加，並在晚會中發表演講。當晚，綠島兒童們手捧希望燈火，一位一位接續地在柏楊題字的垂淚碑前放下、排成心形，為所有台灣子民祈福。

## 作品
在曹開創約一千五百首的新詩裡，數學詩創作有278首。呂興昌先後推介出版兩本曹開的詩集，收錄內容相同，依據曹開創作的題材而概分為「獄中悲情」、「數學幻思」、「科技玄想」、「即物掃描」、「生命透視」等五輯，共142首作品，以收入數學詩最多，共41首。
第二本詩集《小數點之歌》，亦是呂興昌編選集《小數點之歌》，在2015年6月問世，從曹開遺作中選出詩145首，分為「悲情歲月」、「數學幻思」、「科技玄想」、「即物掃描」、「生命透視」此五輯。
你要 10
 
可自 15－5 而得 
 
亦可從 7＋3 來取
  
當也能由 2×5 而獲 
 
何必一定要 20÷2
  
看！數字在微笑 
 
１２３４……

1、《給小數點台灣——曹開數學詩集》 （页面存档备份，存于）（彰化學叢書），台中市：晨星，2007年，王宗仁編選。
2、《悲．怨．火燒島——白色恐怖受難者曹開獄中詩集》 （页面存档备份，存于），台北市：行政院文建會，2007年，王宗仁編選、導讀。

## 研究

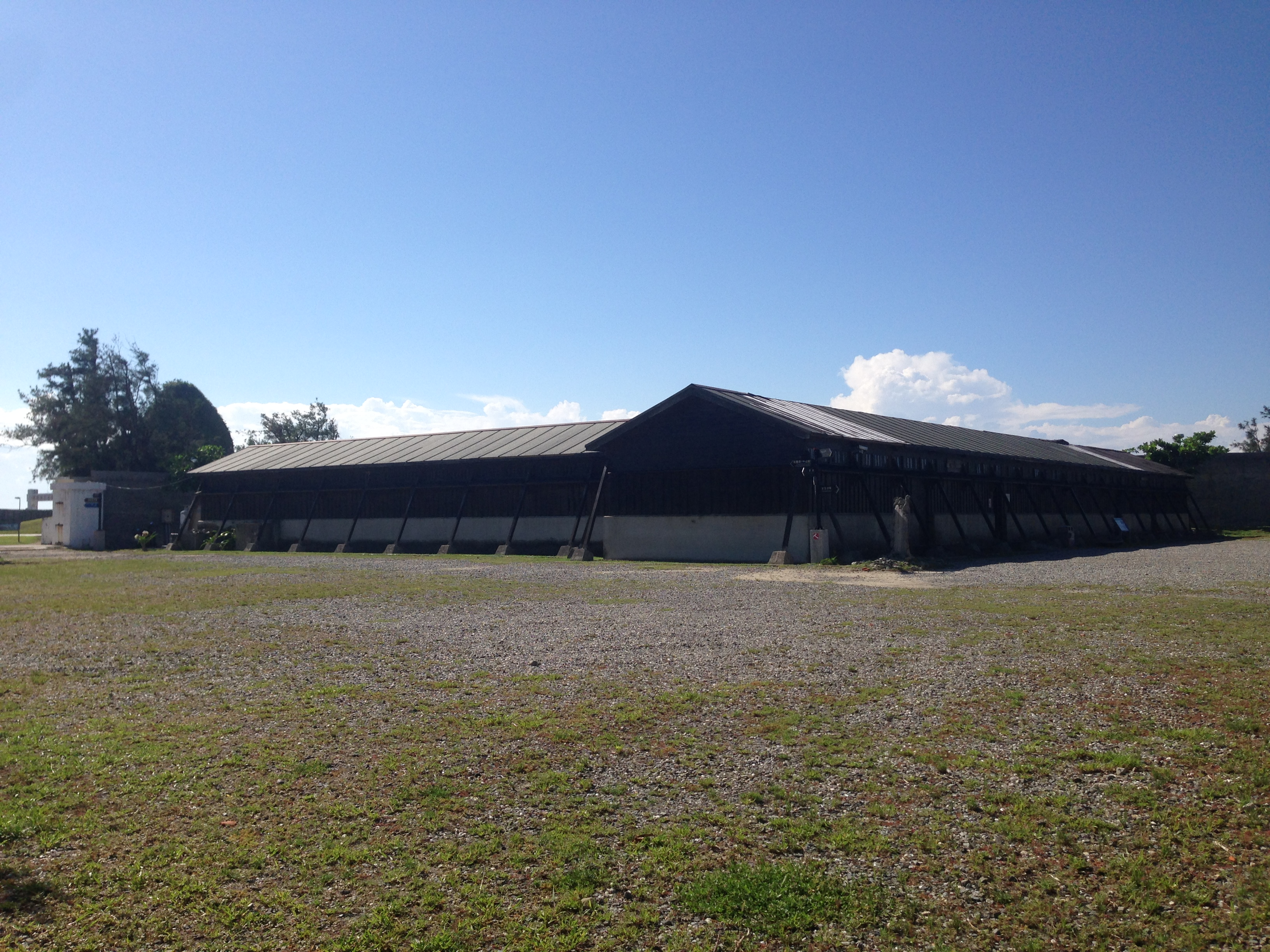
綠島人權文化園區新生訓導處第三大隊展示區

宋田水在〈曹開和他的數學詩〉一文中，分析曹開的創作類型計有數學詩、科幻詩、科技詩、獄中詩等，最推崇的就是數學詩，稱曹開為「數學詩人」。 在2006年黃文成的博士論文中，探討分析1895到2005年台灣地區，因政治因素而致被捕入獄者，所創作的文學作品，其中除了專章介紹曹開生平外，也分析了曹開因為入獄而作的數學詩特色以及藝術精神。王建國的博士論文中，則將施明正、柯旗化一起歸入台灣1980年代以降的監獄詩的一環，並分析探討曹開獄中詩的精神，亦多舉數學詩為例。
呂興昌撰寫研究曹開的論文，分別由三方面分析曹開的作品：（一）諧仿的譏刺、（二）思想禁錮的控訴與昇華、（三）異質的存在：數學詩天地。2006年蕭蕭於「彰化研究學術研討會——八卦台地研究」發表〈八卦山：蘊藏多元的新詩能量〉論文，進一步將曹開數學詩分為四點析論：（一）侷限的空間、（二）微渺的小數、（三）善變的人性、（四）歸零的體悟。王宗仁綜合前人研究成果及自身的體悟分析，分為六個部分以討論曹開的數學詩：（一）獄中的生活實錄、（二）反抗意識的暗喻、（三）渺小的存在感嘆、（四）零的哲學與體悟、（五）理想世界的期待、（六）土地的永恆眷戀。 <《白色煉獄——曹開新詩研究》 （页面存档备份，存于）王宗仁"/>